# たかくらかずき
たかくら かずき（1987年11月29日 - )は、日本のアーティスト、現代美術家、アニメーション作家。山梨県出身。

## 概要
TVやCM、映画のアニメーションを制作する。オリジナルワークとして3DプリントやVR、NFTを使用し、日本仏教をテーマにデジタル表現の価値を追求している。近年のアニメーションワークスに、NHK教育テレビ「シャキーン!」テレビ東京「シナぷしゅ」劇場映画「WE ARE LITTLE ZOMBIES」など。Steamで仏教シューティングゲーム「摩尼遊戯TOKOYO」を配信。
劇団「範宙遊泳」ではアートディレクションを担当。
2019年より自身の出身地である市川三郷町のふるさと大使に就任。
2021年、京都芸術大学非常勤講師に就任。

## 主な展覧会

### 2023年
- 「みえるもの　あらわれるもの　いないもの / AI Yokai Summoning Ritual」（NEORT++ 東京）
- 「LABONCHI 01. たかくらかずき『メカリアル』」（山梨県立美術館）

### 2021年
- 「Art bit」（ホテルアンテルーム　京都）
- 「個展"アプデ輪廻 ver3.0" 」（CECAI KYOTO HAUS  京都）
- 「VR個展"アプデ輪廻 ver2.0"」 （online）
- 「Artist Fair Kyoto 2021」優秀賞受賞　（京都新聞社地下　京都）

### 2020年
- 「向こうがわ芸術祭」主催/出展（Minecraft内）
- 「ONE PIECE"Bustercall"」出展（yokohama asobild 神奈川 横浜）
- 「DARUMA AUCTION」出展　（Bonus Track 東京）
- 「7月のまつり」出展　（Gallery TOWED 東京）
- 「ART IN OFFICE"整備された迷宮でいかにしてミノタウロスから逃れるか" 」（RECRUIT本社ビル　東京）

### 2019年
- 「CEKAI"World Magazine Exivision」出展　（Gallery commune 東京）
- 「 Tokyo2021」出展　（戸田建設株式会社　東京）
- 「ARS ELECTRONICA」startbahnブースより出展

### 2017年
- 「個展"有無ヴェルト"」（Recruit Guardian Garden  東京）
- 「金田遼平 たかくらかずき"Box/Ring" 」（新宿眼科画廊　東京)

### 2016年
- 「瀬戸内国際芸術祭"鬼の家"」出展（女木島　香川）
- 「梅沢和木　たかくらかずき"卍エターナル・ポータル卍 輪廻MIX"」（mograg gallery 東京）
- 「ピクセルアウト」主催/出展　（pixiv zingaro  東京）

### 2012年
- 「第7回グラフィック"1_WALL"」ファイナリスト （guardian garden  東京)

## 主なクライアントワーク

### 2020年
- NHK Eテレ シャキーン!「あとだしじゃんけんクイズ」アニメーション
- NHK Eテレ まちスコープ 「マチつくる」アニメーション
- YouTube「執念ボンバー」YouTube OPアニメーション
- VIRO SPACE「SOCIAL DISTANCERS -VIRAL INFECTION-」 タイトル画面/UIデザイン
- APAF Exivision 舞台「フレ フレ Ostrich!! Hayupang Die-Bow-Ken！」アニメーション/オンライン美術（ 東京芸術劇場/ONLINE）
- FabCafeKyoto「COUNTER POINT」メインビジュアル / イラストレーション
- 有田焼「“転写民芸”プロジェクト」茶器デザイン
- NHKBSプレミアム　「みんなDEどーもくん」番組用イラストレーション
- 新美容出版  SHINBIYO10月号「美容師未来会議」イラストレーション
- YouTube番組「バズルカ」OPアニメ
- オニツカタイガー「OHBORI WX」アニメーション
- NHK Eテレ　シャキーン！「はさみクササイズ」アニメーション
- 範宙遊泳　YouTube演劇「バナナの花」メインビジュアル
- 漫画メディア「アル」絵文字デザイン
- 舞台「たけしの挑戦状ビヨンド（ニッポン放送）」アートディレクション/イラスト/3Dアート
- SPUR 2020 3月号　「ELEGANT GAMER」紙面/動画イラスト
- 「TEKI AND NICK'S MIXTAPE QUEST ADVENTUR」イメージイラスト
- NHK Eテレ　「天才テレビくんhello 」イクの電キャ　キャラクターデザイン
- ABCマート 「GRAND STAGE」サイネージ広告　アニメーション
- ONE PIECE「BUSTERCALL展」グッズデザイン　Tシャツ
- 藤原佳恵作品「抱っこ紐に次男ベビーカーに長男では無理ゲーなダンジョンの攻略方法」ロゴデザイン
- YouTube「じゅんことまいる！」 OPアニメーション
- RECRUIT「 RECRUIT HOUSING by suumo 8月号」紙面イラストレーション
- milli 「sustain++; 」(攻殻機動隊 SAC_2045 EDテーマ)MVイラストレーション
- ABCマート「セール」サイネージ広告
- マルゴー「和紙マスク」デザイン

### 2019年
- NHK Eテレ　マリーの知っとこ！ジャポン　「#6日本舞踊」「#7生け花」「#8尺八」アニメーション
- 「上坂すみれのノーフューチャーダイアリー2019」ブルーレイ表紙イラスト
- PARCO「PARCOポイント CM」アニメーション
- ONE PIECE プロジェクト「BUSTERCALL」アートワーク「新世界魚人曼荼羅」
- スタートバーン株式会社「And Big Nature」
- デュボワ「名刺用イラスト」イラスト
- 日本科学未来館　ジオコスモス「未来の地層」ピクセルアニメーション
- NHK Eテレ シャキーン! 「クイズ　かたくななカタカナ」アニメーション
- 櫻坂46 3rd YEAR ANNIVERSARY LIVE「音楽室に片思い」「僕たちの戦争」ライブ用映像
- 劇場映画「WE ARE LITTLE ZOMBIES」（長久允監督）8bitデザイン / オープニングアニメーション
- 「上坂すみれのノーフューチャーダイアリー2019」パンフレット表紙グラフィック
- 湖池屋「スコ音 Brat maker」チュートリアルムービー
- 範宙遊泳「うまれてないからまだしねない」（下北沢本多劇場）アートディレクション
- NHK Eテレ「マチつくる」アニメーション
- NHK Eテレ 60周年特番「Eうた　ココロの大冒険」データ放送アニメーション/グラフィック
- 山梨県市川三郷町町報「いちかわみさと 1月」 表紙イラストレーション
- わーすた　ミニアルバム「CAT'CH THE WORLD」アートディレクション

### 2018年
- フォントワークス「mojimo-game」特設サイト用グラフィック
- SPEACE SHOWER TV「カーニバルウィーク　2019」似顔絵アニメーション
- 美術手帖12月号「アートxブロックチェーン」書き下ろしページ
- 三井住友VISAカード youtube広告「リメイクサウンド」アメリカ編　ディレクション/アニメーション/グラフィック
- ORESAMA 「ホトハシル -MUSIC VIDEO-」ピクセルアニメーション
- NHK Eテレ マリーの知っとこ！ジャポン 「#3三味線」「#4盆栽」「#5狂言」アニメーション
- KAI-YOU「平成展 1989-1999」(六本木ヒルズ森タワー THE SUN&MOON )東京カルチャーリサーチ アートディレクション　VR作品制作
- 「蜘蛛ですが、なにか？」アニメ化企画進行中PV ドット絵アニメーション/UIデザイン
- 魔法少女になり隊「START」アートディレクション/イラスト
- Wuzhen Theatre Festival 篠田千明 舞台「ZOO」（中国烏鎮PortalHall）アートディレクション
- 山梨YBS放送「プロジェクトAce〜八ヶ岳の麓でチャリ旅～」ロゴ/グラフィック
- Amazon「バチェラー・ジャパン」Twitter絵文字キャンペーン　絵文字デザイン
- NEWVIEW Project「バーチャル大学・人間と私たち/VirtualUniversity」VR作品制作/WEB/Interview
- NHK Eテレ　マチスコープ「マチつくる」アニメコーナー「#3」「#4」ディレクション/アニメーション/グラフィック
- NHK Eテレ　マリーの知っとこ！ジャポン「#1歌舞伎」「#2茶道」アニメディレクション/グラフィック
- ももいろクローバーZ「クローバーとダイヤモンド」グラフィック素材提供
- サンリオピューロランド「KAWAII KABUKI　ハローキティ座の桃太郎」劇中アニメーション
- 範宙遊泳&TheNecesaryStage 共同作品 舞台「SANCTUARY」シンガポール・横浜公演 アートディレクション
- 企画展「不純物と免疫」ロゴデザイン

### 2017年
- 明光義塾パンフレット「未来へのとびら」イラストレーション
- 魔法少女になり隊1stAlbum「まだ知らぬ勇者たちへ」アートディレクション/イラストレーション
- CREATION Project 2017 「167人のクリエイターと大阪の小さな工房で生まれた  つつの靴下展」靴下デザイン
- わーすた　2017夏　グッズデザイン
- Adobe Illustrator 30th「Illustrator30_30　Illustratorと私」作品制作
- 赤い公園「journey」ジャケットグラフィック
- 品田遊「名称未設定ファイル」装丁画
- わーすた　2017春　グッズデザイン
- TAGHEUER twitterキャンペーン「プレッシャーPK」映像ディレクション/グラフィック/アニメーション
- 魔法少女になり隊「ヒメサマスピリッツ」アートディレクション/イラストレーション
- 山梨YBS放送「富士山世界発信！プロジェクトAce」ロゴ/グラフィック/アニメーション
- SPACE SHOWER TV PLAN B #30「-chelmico×ファイヤーダンス失敗×HOEDOWN-」グラフィック/アニメーション
- バンドじゃないもん！MV「青春カラダダダッシュ！」グラフィック
- 関口宏の東京フレンドパーク「2017　新春ドラマ大集合SP!!」OA用グラフィック、ゲームシステム用グラフィック
- 魔法少女になり隊「革命のマスク」CDジャケット/特設サイト用グラフィック・キャラクターデザイン
- DeNA「FINAL FANTASY Record Keeper」クリスマスイベント用　グラフィック
- 京都国際舞台芸術祭 篠田千明「ZOO」アートディレクション(広報/舞台美術/映像他)2016年

### 2016年
- 京橋エドグラン 「オープニングイベント用トリックアート」
- GIZMODO HUWEI 「MateBook」使用レビュー記事/作品制作
- スタメンキッズ「てらこやEP 」MV/CDジャケット用グラフィック
- カオス*ラウンジ新芸術祭2016　市街劇「地獄の門」特設WEB / グラフィック
- マジカル・パンチライン「マジカルクエスト」特設WEB用グラフィック/キャラクターデザイン
- 阿佐ヶ谷ロフトA「CEO CUP」告知画像
- DeNA 「Games Tokyo」コーポレートキービジュアル
- 魔法少女になり隊「KI-RA-RI」ジャケットグラフィック　メジャーデビューWEBグラフィック/動画グラフィック・キャラクターデザイン
- 美術手帖　2016年8月号「石岡良治のキャラクター「超」講義」中表紙/挿絵
- JAGMO 「2016年度webサイト」グラフィック
- Mili「world.execute(me); 」Youtube用グラフィック
- AKLO「McLaren」プレムービー　グラフィック
- 瀬戸内国際芸術祭 カオス*ラウンジ「鬼の家」特設WEB / グラフィック/WEBゲーム制作
- WEGO原宿「ファッションギーグEXPO」店頭ビジョン展示映像
- pixiv「オフィステーブル」グラフィック
- マルコメ「世界初かわいい味噌汁/Definition of Japanese Kawaii」映像用グラフィック
- 「Debug My Video Game Error」ロゴデザイン

### 2015年
- MdN2015年12月号「デジタル／SNS以降の新時代デザイン」表紙、紙面グラフィック&寄稿(絵文字カルチャー)
- PUFFY「パフィピポ山」CD/MVグラフィック
- 範宙遊泳 舞台「われらの血がしょうたい」グラフィック/アートディレクション
- RAILSIDE「飲みすぎシール」グラフィック
- 「 ゲンロン カオス*ラウンジ 新芸術校　第2期 」 webグラフィック
- RECRUIT「CREATION Project2015」伊達ニッティング　マフラー
- 天川宇宙「CHEERZ BOOK VOL.4」グラフィック
- an「はたらクエスト」webゲーム用グラフィック
- Awesome City Club「アウトサイダー」MV用グラフィック
- NHK「むちむち！」ロゴデザイン
- 範宙遊泳 舞台「幼女Xの人生で一番楽しい数時間」フライヤー　グラフィックデザイン
- GLAY ARENA TOUR 2014-2015 「Miracle Music Hunt」『浮気なKISS ME GIRL』Live ビジュアル
- YUKI　「“Flyin’High”’14～’15」「Three Angels」Live ビジュアル
- Adobe creative jam tokyo「ペンは剣よりも強し」ゲーム　ディレクション/グラフィック
- tomagazine　世田谷特集号「世田谷とコラージュ」グラフィック
- 白竹堂 八坂の塔店　インタラクティブゲーム「バーチャル投扇興」キャラクターデザイン&グラフィック
- カオス*ラウンジ新芸術祭2015 市街劇「怒りの日」webデザイン
- wacom「Drawing With Wacom 049」メイキング用グラフィック/インタビュー
- DeNA「2015年エイプリルフール」特設サイト用グラフィック
- ドキュントメント「となりまちの知らない踊り子」フライヤーデザイン(裏面)
- ヒゲドライVAN「忘れてしまった」ヴィレッジヴァンガード限定CDジャケット
- 有限会社テクノキット「2015年版　技術・家庭科　実習教材カタログ」イラスト
- でんぱ組.inc「でんぱーりーナイトdeパーリー @代々木第一体育館」パンフレット／映像用ドットグラフィック

### 2014年
- SWITCH VOL.33「神ゲー100 ゲームが未来を変える」グラビアページ「Game Chronicles 1983-2014」グラフィック
- Red Bull Music Academy　「1UP:CART DIGGERS LIVE」(WOMB)VJ用ドットグラフィック
- YAHOO! JAPAN「YAHOO!ショッピング」web広告動画　ディレクター
- DeNA／SQUARE ENIX「FINAL FANTASY Record Keeper」DOT MAKEキャンペーン用ドットキャラクター
- Pharrell Williams 「IT GIRL」ドットグラフィック
- ロロ「朝日を抱きしめてトゥナイト」フライヤー(裏)デザイン
- RECRUIT 「CREATION Project2014 東北和綴じ自由帳展」製品用グラフィック
- 東急渋谷「渋谷ちかみちラウンジ」内装展示用グラフィック
- DOTPlace連載記事「インターネット曰く」タイトルバナー
- KAI-YOU inc.「スタッフドット似顔絵」
- 範宙遊泳　舞台「うまれてないからまだしねない」フライヤーデザイン／webデザイン／美術監督
- Virgomusic「誰かの思い出 / ありふれる」MVディレクション
- 東京カランコロン 「恋のマシンガン」セット用イラスト
- 上坂すみれ「パララックス•ビュー」MVイラスト
- 「gigandect」ロゴデザイン
- MdN Corporation 月刊MdN Vol.238「創る。」掲載用イラスト
- 範宙遊泳　年賀状

### 2013年
- B.I.G JOE 「Kottonmouth」MVディレクション
- MOL9000 「TRAS」MVディレクション
- 「"STREET CYPHER 2　MC BATTLE"」2013.10.6　2.5D
- 範宙遊泳 大阪国際児童青少年アートフェスティバル参加作品「おばけのおさしみ」アートディレクション
- SPACE SHOWER TV 「Station ID」ドットグラフィック
- インターネットヤミ市2 販売作品「リアルZIPファイル 」
- くりかまき 「アナログマガール」360°Music Video ぬいぐるみ制作
- こどもミュージカルどりーみんぐ　公演「ミッドナイトレース」劇中映像
- 範宙遊泳「さよなら日本」宣伝美術／美術監督
- CREATION PROJECT 2013「180人のクリエイターとウエットスーツメーカーがつくる  ちゃっこい石巻バッグ展」バッグデザイン
- MARK IS みなとみらい「YOKOHAMA RYUGU」施設内装用作品
- 「gift食堂in代々木公園」ロゴデザイン
- 範宙遊泳「範宙遊泳展-幼女Xの人生で一番楽しい数時間-」公演フライヤー

### 2012年
- fresh! 「やさしさサヨナラ」MVディレクション
- fresh! 1st Album「what are you doing in this confusion」アルバムアートワーク
- MdN corporation 月刊MdN Vol.225「第三次スーパー竹取大戦」掲載用イラスト
- MdN corporation 月刊MdN Vol.222「ネ申イラスト　メイキング"新装開店!カルト大仏"」掲載用イラスト
- 範宙遊泳「東京アメリカ」公演フライヤー/販売グッズ
- 範宙遊泳「夢！サイケデリック!!」公演フライヤー／衣装／舞台美術
- mograg magazine vol.3 "GIANT"掲載用作品「国分寺3すくみ伝~消えた伝説の十字剣~」
- 範宙遊泳 芸劇eyes番外編　20年安泰　参加作品「うさ子のいえ」衣装
- 範宙遊泳「労働です」舞台美術